# Lev Russov
Lev Alexandrovič Russov (rusky Лев Александрович Русов; 31. ledna 1926 Petrohrad – 20. února 1987 Petrohrad) byl ruský výtvarník, známý hlavně jako portrétista, představitel tzv. Leningradské školy.

## Životopis
Narodil se v Leningradě, v roce 1954 absolvoval Repinův institut, od roku 1955 byl členem Leningradského svazu výtvarných umělců. K jeho významným dílům patří ilustrace ke Čtení o Uelenspiegelovi Charlese de Costera, na nichž má vlámský národní hrdina autobiografické rysy. Russovova tvorba vychází ze socialistického realismu, ale před ideologickými zakázkami dával přednost privátním námětům. Portrétoval svoji manželku Jekatěrinu Balebinovou (dceru vojenského pilota Vasilije Balebina, hrdiny SSSR) nebo své přátele z uměleckého světa, např. dirigenta Jevgenije Mravinského. Tvořil převážně olejomalby, ale věnoval se i akvarelu nebo vytváření dřevěných soch.